# Cynanchum maccartii
Cynanchum maccartii är en oleanderväxtart som beskrevs av Lloyd Herbert Shinners. Cynanchum maccartii ingår i släktet Cynanchum och familjen oleanderväxter. Inga underarter finns listade i Catalogue of Life.